# Џеј Литерланд
Џеј Литерланд (енгл. Jay Litherland; Осака, 24. август 1995) амерички је пливач чија специјалност су трке мешовитим стилом на 200 и 400 метара.

## Биографија
Литерланд је такмичарску каријеру на међународној сцени започео као осамнаестогодишњак на светском првенству за јуниоре у Дубаију 2013. где се такмичио у трци на 400 метара мешовитим стилом, заузевши шесто место. Нешто касније исте године наступио је и на два митинга светског купа у малим базенима.
Као сениор дебитовао је у августу 2014. на првенству Сједињених Држава у Ервајну где је на 400 мешовито заузео високо четврто место. Прву медаљу на међународној сцени освојио је на Летњој Универзијади 2015. у корејском Квангџуу, освојивши златну медаљу у својој примарној дисципплини на 400 мешовито.
На америчким трајалсима за ЛОИ 2016. заузео је друго место на 400 мешовито, одмах иза Чејза Калиша, квалификујући се тако за Игре у бразилском Рију. У Рију је успео да се пласира у финале где је заузео пето место са временом 4:11,68 минута.
Први наступ на светским првенствима забележио је у Будимпешти 2017. где је као члан америчке штафете 4×200 слободно освојио и прву медаљу на светским првенствима, бронзу. У својој примарној дисциплини, 400 мешовито заузео је пето место у финалу. Прву појединачну медаљу на светским првенствима, сребрну, освојио је у Квангџуу 2019. у дисциплини 400 мешовито, заоставши свега 27 стотинки за победником Даијом Сетом из Јапана.